# Louviers
Louviers é uma comuna francesa na região administrativa da Normandia, no departamento do Eure.

## Geografia
Louviers está localizada no centro do Departamento do Eure, à 110 km de Paris, sendo cortada por sete braços do Rio Eure. Sua altitude média é de 80 metros acima do nível do mar, variando entre 11 e 149 metros.

## Demografia
Atualmente Louviers possui 18 120 habitantes, que, dispostos em sua área de 27,06 km², formam uma densidade de 669,6 hab/km². Desde 1990 sua população vem decaindo. Atualmente, Louviers é a 500ª comuna mais populosa da França, tendo perdido posição no ranking, visto que em 1999 se situava na 474ª colocação. A variação da população é medida desde 1793, tendo esta atingido seu auge em 1982, somando 19 000 habitantes.
Crescimento Populacional

## Patrimônio
O Patrimônio de Louviers sofreu grandes estragos devido à Segunda Guerra Mundial. No entanto, muitas construções permaneceram.

### Patrimônio Religioso
- Antigo Priorato Saint-Lubin, inscrito no Inventário Suplementar dos Monumentos Históricos em 1935.

- Catedral de Notre Dame de Louviers, construída entre os séculos XI e XII, declarada Patrimônio Histórico Nacional Francês em 1846.

- Claustro dos Penitentes, monastério franciscano e após dominicano, inscrito no Inventário Suplementar dos Monumentos Históricos em 1994.

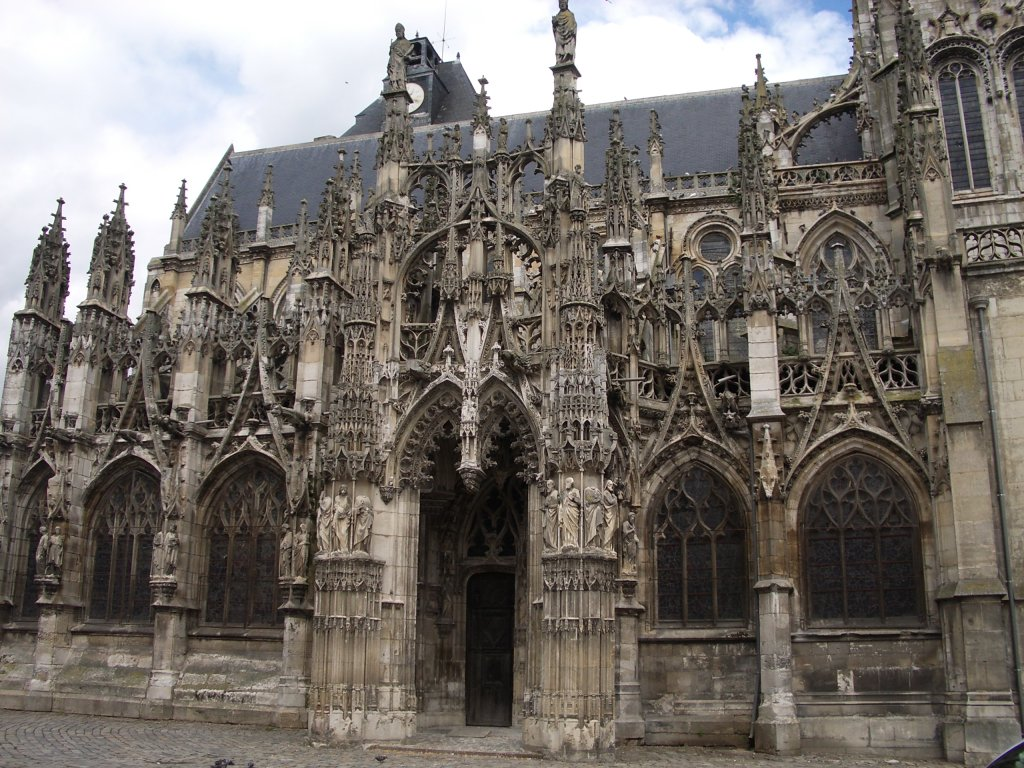
Catedral Notre Dame de Louviers

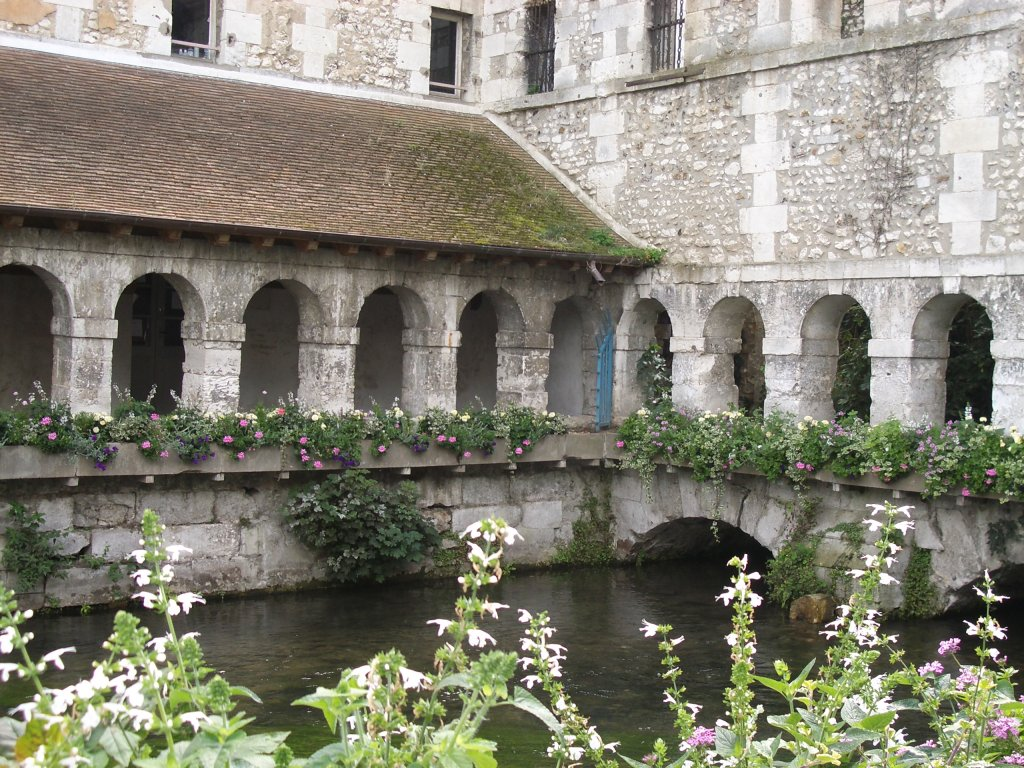
O Claustro dos Penitentes

## Cidades Irmãs
- San Vito dei Normanni, Itália
- Weymouth,Inglaterra
- Holzwickede, Alemanha